# Lil Wayne
Dwayne Michael Carter, Jr. (n. 27 septembrie 1982), cunoscut după numele său de scenă Lil Wayne, este un rapper american din New Orleans, Louisiana. În 1991, la vârsta de nouă ani, Lil Wayne s-a alăturat celor de la Cash Money Records, fiind cel mai tânăr membru al casei de discuri, și făcând parte din duo-ul The B.G.'z, alături de rapper-ul Lil' Doogie, acesta tot din New Orleans. În 1996, Lil Wayne a format grupul de hip hop Hot Boys cu colegii săi de la casa de discuri Cash Money: Juvenile, Young Turk și Lil' Doogie (care avea să-și schimbe numele în B.G.). Hot Boys au debutat cu Get It How U Live! în același an. Lil Wayne a câștigat mult succes cu cel mai bine vândut album al grupului, Guerrilla Warfare (1999). Pe lângă faptul că este un artist reprezentativ pentru casa de discuri Cash Money Records, Lil Wayne este director general (CEO) al propriei sale case de discuri, Young Money Entertainment, pe care a înființat-o în 2005.
Debutul solo al lui Wayne, albumul Tha Block Is Hot (1999), a fost certificat cu platină de către Asociația Americană a Industriei Înregistrărilor (RIAA). Următoarele sale albume, Lights Out (2000) și 500 Degreez (2002), au fost certificate cu aur. El a câștigat mai multă popularitate cu al patrulea său album, Tha Carter (2004), cu single-ul Go D.J. și apariția sa pe hitul de top 10 Soldier al fetelor de la Destiny's Child, în același an. Albumul a fost urmat de Tha Carter II (2005) și multe mixtape-uri și colaborări între 2006 și 2007. Al șaselea album al lui Wayne, Tha Carter III (2008), a devenit cel mai de succes album al lui de până acum, cu vânzări în prima săptămână de peste un milion de copii în Statele Unite. Albumul include single-ul nr. 1 Lollipop, cât și A Milli sau Got Money, și a câștigat Premiul Grammy pentru Cel mai bun album rap.
După succesul cu Tha Carter III, Wayne a decis să înregistreze un album rock intitulat Rebirth. Albumul, lansat în 2010, a fost certificat aur de către RIAA, în ciuda unui răspuns critic negativ general. În martie 2010, Lil Wayne începea să-și ispășească sentința de 8 luni de închisoare în New York, după ce a fost declarat vinovat de posesie ilegală de armă. Al optulea al album al lui Wayne, I Am Not a Human Being (2010), a fost lansat în timpul încarcerării sale. Albumul său din 2011 și primul după eliberare, Tha Carter IV, a vândut în prima săptămână 964,000 de copii în Statele Unite. Include single-urile 6 Foot 7 Foot, How to Love și She Will. Pe 27 septembrie 2012, Lil Wayne îl depășea pe Elvis Presley drept cântărețul cu cele mai multe intrări în clasamentul Billboard Hot 100, cu 109 melodii. Al unsprezecelea album solo de studio al lui Lil Wayne, Tha Carter V, a fost amânat de mai multe ori, și a fost lansat pe data de 28 septembrie 2018. Lil Wayne a vândut peste 100 de milioane de înregistrări în lume, inclusiv peste 15 milioane de albume și 37 de milioane de melodii digitale în Statele Unite, acestea făcându-l unul dintre cei mai bine vânduți artiști ai tuturor timpurilor.

## Copilăria
Dwayne Michael Carter Jr. s-a născut pe 27 septembrie 1982 și a crescut în Hollygrove, în vecinătatea New Orleans-ului, Louisiana. El s-a născut când mama sa, o bucătăreasă, avea 19 ani. Părinții săi au divorțat când el avea 2 ani, iar tatăl său a abandonat definitiv familia. Chiar dacă Wayne și Birdman au o relație tată-fiu, iar Birdman îl numește pe Carter fiul său, tatăl biologic și omonim al lui Wayne (Dwayne Carter) este încă în viață. De asemenea Lil Wayne a vorbit despre tatăl său vitreg decedat, Rabbit, pe care a zis că îl consideră adevăratul său tată. Carter are un tatuaj dedicat lui Rabbit, care a fost ucis înainte ca Wayne să devină vedetă. Carter s-a înscris în programul de talente al Școlii Primare Lafayette și în clubul dramatic al Colegiului Eleanor McMain. Wayne a fost la McMain pentru doi ani, la începutul anilor '90. El s-a mutat apoi la Liceul Marion Abramson Senior.
Într-un interviu al celor de la CBS cu Katie Couric, Carter povestea de ce a ales numele Wayne în locul numelui său, Dwayne. El explica, Am lăsat D-ul pentru că eu sunt un junior iar tatăl meu trăiește și el nu este în viața mea, niciodată nu a fost. Așa că nu vreau să fiu Dwayne, mai bine sunt Wayne. Couric l-a întrebat pe Wayne dacă tatăl său știa de asta și el i-a răspuns zâmbind: Acum știe.
El a scris primul său cântec rap la vârsta de opt ani. În vara lui 1991, l-a întâlnit pe Bryan Williams, rapper și proprietar al Cash Money Records. Carter a înregistrat cântece rap cu Williams, acesta devenind mentorul său și l-a inclus pe acesta în Cash Money. El a mai înregistrat și True Story, prima colaborare a sa cu rapper-ul B.G. Atunci Carter avea 11 ani, iar B.G. 14, și s-a format The B.G.'z. Când avea 12 ani, Carter a jucat rolul lui Tin Man în producția The Wiz, a clubului de dramă din școala sa. La aceeași vârstă, el s-a împușcat accidental cu un pistol 9 mm, iar ofițerul de poliție Robert Hoobler l-a dus la spital. La McMain Magnet School, Carter a fost un student de onoare, dar a renunțat la vârsta de 14 ani ca să se dedice carierei muzicale.

## Cariera

### 1996-99: Începuturile carierei și Hot Boys
În 1996, Carter s-a alăturat celor de la Hot Boys alături de rapperii Juvenile, B.G. și Turk. La vârsta de 15 ani, Carter era cel mai tânăr membru pe atunci. Albumul de debut al celor de la Hot Boys, Get It How U Live!, a fost lansat în același an, urmat în 1999 de debutul major al grupului, Guerrilla Warfare, care a ajuns pe locul 1 în clasamentul Billboard Top R&B/Hip-Hop Albums și pe locul 5 în Billboard 200. În timpul carierei lor, Hot Boys au avut două single-uri în clasament, We on Fire de pe Get It How U Live! și I Need a Hot Girl de pe Guerrilla Warfare. De asemenea Carter a apărut pe single-ul lui Juvenile, Back That Azz Up, care a ajuns pe locul 18 în Billboard Hot 100 și pe locul 5 în Hot R&B/Hip-Hop Singles & Tracks. Let 'Em Burn, un album alcătuit din cântece nelansate înregistrate în 1999 și 2000, a ieșit în 2003, la câțiva ani după destrămarea grupului. A ajuns pe locul 3 în Top R&B/Hip-Hop Albums și pe locul 14 în Billboard 200.

### 1999-2002:Tha Block Is Hot,Lights Outși500 Degreez
Albumul de debut solo al lui Carter, Tha Block Is Hot, a fost lansat când el avea 17 ani și conține contribuții semnificative din partea Hot Boys. A debutat pe locul 3 în Billboard 200 și mai târziu a fost certificat platină de către RIAA. Albumul i-a adus lui Carter în 1999 o nominalizare din partea revistei Source pentru Cel mai bun artist nou. Principalul single a fost Tha Block Is Hot. După lansarea Tha Block Is Hot, Carter a apărut pe single-ul Bling Bling cu B.G., Juvenile și Big Tymers. Strofa sa a apărut numai pe versiunea pentru radio a cântecului, în timp ce pe versiunea de pe album el cântă la refren.
Următorul său album, din 2000, Lights Out, a eșuat în a atinge nivelul succesului obținut la debut, dar a fost certificat aur de către RIAA. Criticii au remarcat lipsa coerenței relatării în versurile sale ca o dovadă că încă trebuia să se maturizeze la nivelul colegilor din Hot Boys. Principalul single a fost Get Off the Corner, care a fost remarcat pentru o îmbunătățire în conținutul versurilor și pentru stilul său. Al doilea single, care a primit mai puțină atenție, a fost Shine împreună cu Hot Boys. Aproape de lansarea albumului Lights Out, Lil Wayne a apărut pe single-ul Number One Stunna cu Big Tymers și Juvenile, care a ajuns pe locul 24 în clasamentul Hot Rap Tracks.
Al treilea album al lui Lil Wayne, 500 Degreez, lansat în 2002, a urmat formatul precedentelor două, cu contribuții semnificative din partea Hot Boys și Mannie Fresh. Deși a fost certificat aur ca și predecesorul său, și acesta a eșuat în a atinge succesul debutului. Titlul este o trimitere la înregistrarea membrului recent înlăturat din Hot Boys, Juvenile, 400 Degreez. Principalul single a fost Way of Life, care a eșuat în a atinge succesul single-urilor precedente. După lansarea albumului 500 Degreez, Wayne a apărut pe single-ul Neva Get Enuf al 3LW.

### 2003–06:Tha Carter,Tha Carter IIșiLike Father, Like Son
În vara lui 2004, a fost lansat albumul Tha Carter, care marchează ceea ce criticii au considerat progresul său în stilul rap și tematica versurilor. În plus, pe coperta albumului Lil Wayne apare pentru prima dată cu coafura dreadlocks, care devine o amprentă a sa. Tha Carter i-a adus lui Wayne recunoaștere semnificativă, vânzând 878.000 de copii în Statele Unite, în timp ce single-ul Go DJ a devenit un hit de Top 5 în clasamentul R&B/Hip-Hop. După lansarea albumului Tha Carter, Lil Wayne a apărut cu T.I. pe single-ul celor de la Destiny's Child, Soldier, care a ajuns pe locul 3 în clasamentele Billboard Hot 100 și Hot R&B/Hip-Hop Songs.
Tha Carter II, urmarea albumului Tha Carter, a fost lansat în decembrie 2005, de data asta fără contribuție din partea producătorului longeviv Mannie Fresh de la Cash Money Records, care de atunci a părăsit casa de discuri. Tha Carter II a vândut peste 238.000 de copii în prima săptămână de la lansare, debutând pe locul 2 în clasamentul Billboard 200 al albumelor, și a continuat să vândă 2.000.000 de copii în toată lumea. Principalul single, Fireman, a devenit un hit în SUA, ajungând pe locul 32 în clasamentul Billboard Hot 100. Printre single-uri s-au mai numărat și Grown Man cu Currensy, Hustler Musik și Shooter cu cântărețul R&B Robin Thicke. Lil Wayne a mai apărut pe un remix al melodiei lui Bobby Valentino, Tell Me, care a ajuns pe locul 13 în clasamentele R&B din SUA. În 2005, Lil Wayne a fost numit președinte al Cash Money, și în același an a fondat Young Money Entertainment ca și o marcă a Cash Money. Oricum, de la sfârșitul lui 2007, Lil Wayne declara că a demisionat din management-ul ambelor case de discuri și că a predat conducerea Young Money lui Cortez Bryant.
În 2006, Lil Wayne a colaborat cu rapper-ul Birdman pentru albumul Like Father, Like Son, al cărui single, Stuntin' Like My Daddy, a atins locul 21 în Billboard Hot 100.

### 2006-08: Mixtape-uri și colaborări

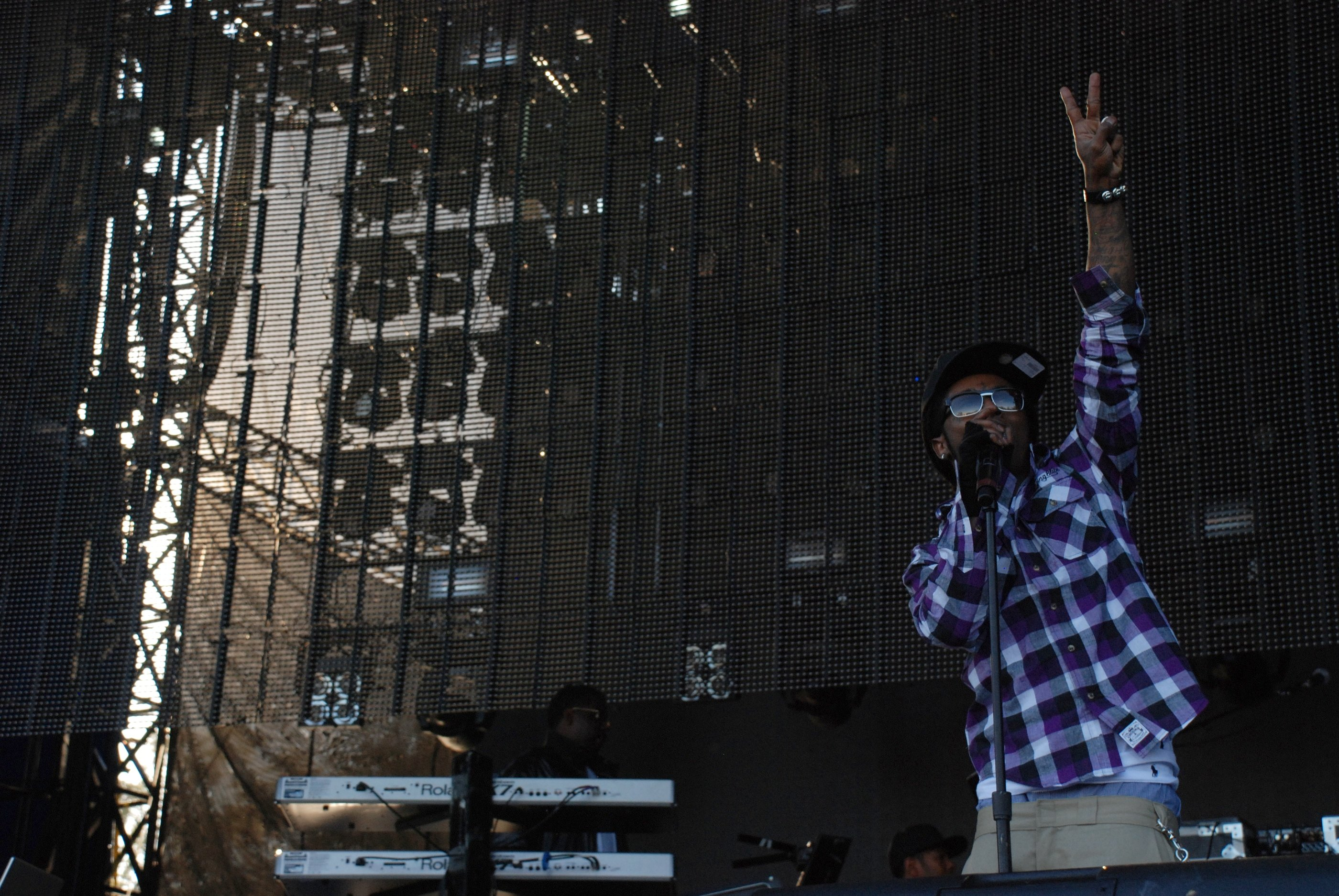
Lil Wayne evoluând la Voodoo Music Experience în 2008.

În locul unui următor album solo, Lil Wayne și-a atins audiența printr-o serie de mixtape-uri și apariții pe o varietate de single-uri pop și hip-hop. Dintre multele sale mixtape-uri, Dedication 2 și Da Drought 3 au primit cea mai multă expunere media și recenzie critică. Dedication 2, lansată în 2006, i-a alăturat pe Lil Wayne și DJ Drama, și conține melodia conștientă aclamată social Georgia Bush, în care Lil Wayne critica răspunsul fostului președinte al S.U.A., George W. Bush, cu privire la efectele uraganului Katrina în orașul New Orleans. Da Drought 3 a fost lansată anul următor și a fost disponibilă pentru descărcare legală gratuită. Pe acesta Lil Wayne cântă pe o varietate de beat-uri de pe hituri recente ale altor muzicieni. Numeroase caracteristici în reviste hip-hop remarcabile ca XXL și Vibe au inclus acest mixtape. Christian Hoard de la revista Rolling Stone a considerat mixtape-urile Da Drought 3 și The Drought Is Over 2 (The Carter 3 Sessions) printre cele mai bune albume din 2007.
În pofida nelansării unui album pentru doi ani, Lil Wayne a apărut pe numeroase single-uri, incluzând Gimme That al lui Chris Brown, Make It Rain al lui Fat Joe, You al lui Lloyd, We Takin' Over al lui DJ Khaled (de asemenea și cu Akon, T.I., Rick Ross, Fat Joe și Birdman), Duffle Bag Boy al Playaz Circle, Sweetest Girl (Dollar Bill) al lui Wyclef Jean (de asemenea și cu Akon) și remix-ul pentru I'm So Hood al lui DJ Khaled (de asemenea și cu T-Pain, Young Jeezy, Ludacris, Busta Rhymes, Big Boi, Fat Joe, Birdman și Rick Ross). Toate aceste single-uri au ajuns în top 20 în clasamentele Billboard Hot 100, Hot Rap Tracks și Hot R&B/Hip-Hop Songs. Pe albumul din 2007 al lui Birdman, 5 * Stunna, Lil Wayne a apărut pe single-urile 100 Million și I Run This printre multe alte cântece. Wayne a mai apărut pe cântece de pe albumele Getback al lui Little Brother, American Gangster al lui Jay-Z, Graduation al lui Kanye West și Insomniac al lui Enrique Iglesias. Make It Rain, o producție a lui Scott Storch care a ajuns pe locul 13 în Hot 100 și pe locul 2 în clasamentul Hot Rap Tracks, a fost nominalizată la Premiile Grammy pentru Cea mai bună performanță a unui duo sau a unui grup în 2008.
Revista Vibe a realizat o listă a 77 de cântece din 2007 ale lui Lil Wayne și a clasat drept cea mai bună apariția sa pe single-ul lui DJ Khaled, We Takin' Over, cu Dough Is What I Got (un freestyle pe beat-ul single-ului Show Me What You Got al lui Jay-Z) de pe Da Drought 3, al doilea cântec. La sfârșitul lui 2007, o selecție MTV l-a ales pe Lil Wayne ca Hottest MC in the Game, revista The New Yorker l-a ales rapper-ul anului, iar revista GQ l-a numit "Workaholic of the Year". În 2008 el a fost numit "Best MC" de către Rolling Stone. Alt articol, construit în jurul muncii de mixtape a lui Lil Wayne în 2007, menționează practica sa creativă ca un exemplu al performanței practicii de creație.

### 2008-10:Tha Carter III,We Are Young MoneyșiRebirth

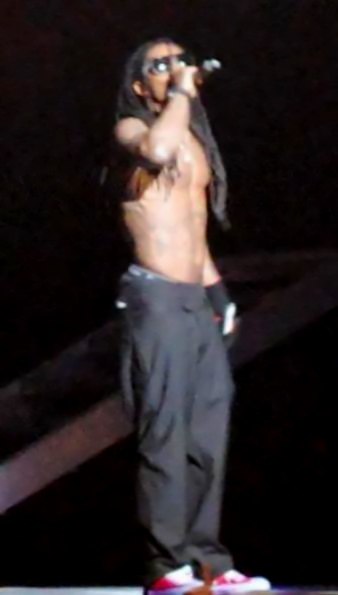
Lil Wayne în concert la Rogers Arena din Vancouver, Canada, ianuarie 2009

În 2007, Lil Wayne declara că ar reuni Hot Boys, cu planuri de a lansa un album după ce albumul solo al lui B.G., Too Hood to Be Hollywood, ar fi fost finalizat. Tha Carter III a fost programat inițial pentru lansare în 2007, dar a fost amânat după ce mai multe înregistrări au fost lansate și distribuite prin mixtape-uri, incluzând The Drought Is Over Pt. 2 și The Drought Is Over Pt. 4. Lil Wayne inițial plănuia să lanseze The Leak, un album separat cu patru cântece adăugate, pe 18 decembrie 2007, cu Tha Carter III amânat pentru 18 martie 2008. În schimb, The Leak a devenit un EP cu 5 cântece și a fost lansat în format digital pe 25 decembrie 2007.
Tha Carter III a fost lansat pe 10 iunie 2008, cu vânzări în prima săptămână de peste un milion de copii, primul care reușește asta după The Massacre (2005) al lui 50 Cent. Primul single, Lollipop, cu Static Major, a devenit cel mai de succes cântec al rapper-ului la acea vreme, intrând în Billboard Hot 100 și devenind primul său single de top 10 ca artist solo și primul său număr unu în clasament. Al treilea single, Got Money, cu T-Pain, a ajuns pe locul 13 în Billboard Hot 100. Albumul a câștigat patru Premii Grammy, inclusiv pentru cel mai bun album rap și cel mai bun cântec rap, Lollipop. Pe 14 iulie 2008, Recording Industry Association of America (Asociația Americană a Industriei Înregistrărilor) a certificat Tha Carter III de două ori cu platină. În octombrie 2008, Lil Wayne anunța pentru MTV News că are planuri pentru o relansare a albumului cu cântece noi, incluzând un duet cu Ludacris și remix-uri pentru A Milli.
Lil Wayne a mai apărut pe single-urile R&B Girls Around the World al lui Lloyd, Love In This Club, Part II al lui Usher, Official Girl al lui Cassie, I'm So Paid al lui Akon, Turnin' Me On al lui Keri Hilson și Can't Believe It al lui T-Pain; single-urile rap My Life al lui The Game, Shawty Say al lui David Banner, Swagga Like Us al lui T.I., Cutty Buddy al lui Mike Jones, All My Life (In the Ghetto) al lui Jay Rock și remix-ul pentru Certified al lui Glasses Malone; și single-ul pop Let It Rock al noului artist Cash Money, Kevin Rudolf.
În octombrie 2008, Lil Wayne a cântat la Voodoo Experience în New Orleans, descrisă de Jonathan Cohen de la Billboard drept cel mai mare cap de afiș din oraș din cariera sa. A mai cântat la Virgin Mobile Music Fest cu Kanye West, unde ei au cântat remix-ul pentru Lollipop și sincronizarea pentru I Will Always Love You al lui Whitney Houston. Lil Wayne a mai cântat la MTV Video Music Awards 2008 cu Kid Rock (All Summer Long), Leona Lewis (DontGetIt (Misunderstood)) și T-Pain (Got Money) și a cântat Lollipop și Got Money la premiera sezonului Saturday Night Live. Mai târziu el a cântat la raliul Universității Vanderbilt și la Premiile BET Hip Hop 2008, unde a avut 12 nominalizări. A câștigat opt premii la Premiile BET Hip Hop, printre care și titlul "MVP". După ce M.I.A. a renunțat să cânte în I Am Music Tour din cauza sarcinii sale, Jay-Z a cântat "Mr. Carter" cu Lil Wayne la spectacole selecte.
După ce Tha Carter III a realizat vânzări de peste 3 milioane de copii, devenind recordul de vânzări al anului 2008, Wayne a semnat din nou cu Cash Money Records pentru o afacere multi-album. Pe 11 noiembrie 2008, Wayne a devenit primul artist hip-hop care a cântat la Premiile Country Music Association, cântând All Summer Long cu Kid Rock, unde Wayne a cântat la chitară alături de chitaristul trupei Kid Rock. La scurt timp după, Wayne a fost nominalizat la opt Premii Grammy - cele mai multe nominalizări pentru un artist în acel an. Apoi a fost numit MTV Man of the Year la sfârșitul lui 2008. A câștigat Premiul Grammy pentru Cea mai bună performanță rap solo pentru A Milli, Cea mai bună performanță rap a unui duo sau a unui grup pentru apariția sa pe single-ul lui T.I. Swagga Like Us, și Cel mai bun cântec rap pentru Lollipop. Tha Carter III a câștigat premiul pentru Cel mai bun album rap. MTV News l-a clasat pe Lil Wayne al doilea pe lista lor din 2009, Hottest MCs In The Game.
Pe 6 ianuarie 2009, Lil Wayne a fost oaspete la dezbaterea împotriva lui Skip Bayless la emisiunea "1st & 10" de pe ESPN First Take. Pe 10 februarie 2009, a apărut la Around the Horn de pe ESPN și i-a învins pe veteranii Woody Paige, Jay Mariotti și pe Michael Smith (tot din New Orleans), pentru a câștiga acel episod al showului. Înainte de Premiile Grammy din 2009, Wayne a apărut într-un interviu cu Katie Couric. Pe 7 februarie 2009, a prezentat Top Ten List la emisiunea de pe CBS, Late Show with David Letterman. Pe 24 aprilie 2009, a apărut la The View, discutând despre dezvoltarea generală educațională și dependențele lui. În septembrie 2009, Wayne a fost profilat într-un episod al emisiunii Behind the Music de pe VH1 și a fost unul dintre prezentatorii de la MTV Movie Awards 2009. Wayne a produs și a compus muzică pentru filmul în care a și jucat, Hurricane Season. Un documentar despre Lil Wayne intitulat The Carter a fost lansat la Festivalul de Film Sundance.
Pe 23 decembrie 2009, Wayne a lansat un album în colaborare cu Young Money, We Are Young Money, având single-ul principal Every Girl. Al doilea single a fost BedRock, cu Lloyd, iar al treilea Roger That. Pe 24 mai 2010, albumul a fost certificat aur de către RIAA cu peste 500.000 de copii vândute. Wayne a apărut pe cântecul Madonnei, Revolver, de pe albumul acesteia de greatest hits, Celebration (2009). A mai apărut pe cântecul lui Weezer, Can't Stop Partying, de pe albumul Raditude (2009). La sfârșitul lui 2008, Wayne a anunțat planuri pentru o reeditare a albumului Tha Carter III, cu resturi de înregistrări, ce trebuia intitulat Rebirth. Inițial programat pentru lansare pe 7 aprilie 2009, înainte de a fi amânat de mai multe ori, Rebirth a devenit al șaselea album solo al său, lansat pe 7 aprilie 2009.
Pentru a sprijini lansarea sa și a We Are Young Money el a apărut pe coperta revistei Rolling Stone și la Young Money Presents: America's Most Wanted Music Festival, un turneu de concerte numai în Statele Unite și Canada care a început pe 29 iulie 2009. Prom Queen, primul single oficial, a debutat pe 27 ianuarie 2009, imediat după o emisiune în direct pe Internet, pe Ustream, a concertului său în San Diego. A ajuns pe locul 15 în clasamentul Billboard Hot 100. Pe 3 decembrie 2009, al doilea single, On Fire, produs de Cool & Dre, a ajuns pe locul 33 în Billboard Hot 100. Drop the World, în colaborare cu Eminem, este al treilea single al albumului.

### 2010-13:I Am Not a Human Being,Tha Carter IVșiI Am Not a Human Being II
Într-un interviu al MTV's Mixtape Monday, Wayne a afirmat că există posibilitatea lansării Tha Carter IV, mai târziu anunțând că va fi lansat la finele lui 2009, înainte de perioada de sărbători. Birdman a declarat anterior că Tha Carter IV va fi alături de Rebirth un album dublu-disc. Oricum, Wayne a negat această idee spunând că „Tha Carter IV merită să fie Tha Carter IV”, adăugând că We Are Young Money ar putea fi combinat cu Rebirth. Totuși, ambele albume au fost lansate separat.
Inițial gândit să fie un EP, Lil Wayne a lansat al zecelea său album, I Am Not a Human Being, în ziua în care a împlinit 28 de ani, 27 septembrie 2010. Albumul a vândut peste 953.000 de copii în Statele Unite, ceea ce a dus single-ul de succes Right Above It pe locul 6 în Billboard Hot 100. Tha Carter IV a fost mai târziu amânat pentru 2011, după ce Lil Wayne a început să înregistreze de la zero după eliberarea sa din închisoare. El și-a descris primul cântec după ieșirea din închisoare ca „o versiune de 2010 a cântecului A Milli pe steroizi”. Single-ul principal al albumului, 6 Foot 7 Foot alături de Cory Gunz, a fost lansat pe 15 decembrie 2010 și a fost disponibil pentru descărcare digitală pe iTunes pe 16 decembrie 2010. Cântecul este produs de Bangladesh, care a mai produs A Milli.
Pe 8 martie 2011, Lil Wayne a lansat un nou cântec, "We Back Soon", produs de StreetRunner, care totuși nu a fost inclus în lista oficială de piese a albumului Tha Carter IV. Al doilea single, "John", a fost lansat pe 24 martie 2011 și este o colaborare cu Rick Ross, fiind produs de Polow Da Don. Coperta albumului a fost dezvăluită pe 20 aprilie 2011. Albumul era plănuit pentru lansare pe 16 mai 2011, dar Mack Maine a confirmat amânarea lui pentru 21 iunie. Pe 26 mai 2011, al treilea single, "How to Love", a fost lansat. Un cântec numit "Dear Anne (Stan Part 2) a fost lansat în iunie. Lil Wayne a spus despre cântec că este unul care nu a mai apărut pe "Tha Carter III" și care era plănuit pentru "Tha Carter IV", dar a decis să nu-l mai pună nici pe acesta din urmă din cauza vechimii. Lil Wayne spunea că-i plăcea beat-ul, dar nu și versurile, și se gândea să modernizeze cântecul.
În iulie 2011, Lil Wayne a confirmat într-un interviu cu MTV că "Tha Carter IV" era finalizat, și a fost lansat pe 29 august 2011. Pentru a pregăti "Tha Carter IV", Lil Wayne a lansat un mixtape, "Sorry 4 the Wait", cu toate beat-urile fiind de pe cântece ale altor artiști, asemenea mixtape-ului său "No Ceilings". "Tha Carter IV" a debutat pe prima poziție în Billboard 200, cu vânzări de 964.000 de copii în prima săptămână, fiind al treilea album din cariera lui Lil Wayne în topul clasamentului. Pe 8 ianuarie 2012, conform Nielsen SoundScan, a fost ales al șaptelea artist (al doilea artist bărbat) după cele mai bune vânzări de melodii digitale din toate timpurile cu 36.788.000 la sfârșitul lui 2011.
În octombrie 2011, a fost comunicat că Lil Wayne lucrează la continuările pentru I Am Not a Human Being și Rebirth. În ianuarie 2012, Birdman a anunțat că el și Wayne au terminat înregistrările pentru Like Father, Like Son 2. Pe 22 noiembrie 2012, el a anunțat că Tha Carter V va fi ultimul său album.
După numeroase amânări, I Am Not a Human Being II a fost lansat pe 26 martie 2013, debutând pe locul 2 în Billboard 200, vânzând 217.000 de copii în prima săptămână. "My Homies Still", "Love Me" și "No Worries" au fost lansate ca single-uri înainte de lansarea albumului. Albumul a primit recenzii mixte, în general, cu majoritatea criticilor remarcând declinul calității materialelor sale. Lil Wayne a susținut un turneu în America de Nord cu 2 Chainz și T.I. la al doilea America's Most Wanted Festival.
Pe 3 mai 2013, Pepsi a renunțat la Lil Wayne, care era un purtător de cuvânt pentru Mountain Dew, din cauza versurilor ofensatoare la adresa figurii emblematice a drepturilor civile Emmett Till. Pe 1 septembrie 2013, Lil Wayne a lansat a cincea parte a seriei de mixtape-uri "Dedication", cu Dedication 5. Mixtape-ul conține 29 de melodii, cu apariții din partea The Weeknd, Chance The Rapper, Jae Millz, Birdman, T.I., Vado, Kidd Kidd și 2 Chainz printre alți membri ai Young Money.

### 2014–prezent:FWAșiTha Carter V
Pe 10 februarie 2014, Drake, de la casa de discuri Young Money, a scris pe Twitter "CARTER V". Pe 18 octombrie 2013, vicepreședintele promovării de la Cash Money Records, Mel Smith, a scris pe Twitter: "O zi de vineri fericită!! Muzică nouă YMCMB în curând!! Carter 5." Aproape patru luni mai târziu, într-un interviu cu The Griffin, lansat pe 14 februarie 2014, Smith a vorbit despre viitorul album: "Suntem foarte aproape să lansăm albumul. Va fi o surpriză uriașă pentru fiecare, este un album incredibil... Nu pot să dezvălui data pentru că el vrea să surprindă oamenii, vrea ca adevărata lui bază de fani să fie încântată, a muncit din greu la el și nu veți fi dezamăgiți." Pe 15 februarie 2014, în timpul festivităților NBA All-Star Weekend la concertul Sprite's NBA All-Star la House of Blues în New Orleans, Lil Wayne a apărut ca un oaspete special în timpul momentului lui Drake și a cântat diverse hituri. Wayne și Drake apoi au anunțat că Tha Carter V este programat pentru lansare pe 5 mai 2014. Oricum, pe 27 martie 2014, managerul lui Wayne, Cortez Bryant, avea să anunțe că albumul a fost amânat.
 Wayne apoi a trimis primul single de pe Tha Carter V, "Believe Me", o colaborare cu Drake, spre difuzarea pe radio în Statele Unite, pe 6 mai 2014. Alte trei single-uri, "Krazy", "Grindin" (cu Drake) și "Start a Fire" (cu Christina Milian), au fost de asemenea lansate de pe album.
Pe 4 decembrie 2014, la numai cinci zile înainte de data la care albumul era din nou plănuit pentru lansare, Wayne a emis o declarație spunând că albumul nu va fi lansat la data la care se aștepta, din cauza nemulțumirii sale în privința șefului casei de discuri Cash Money Records, Birdman, refuzând să lanseze albumul chiar dacă era completat. Wayne de asemenea și-a exprimat sentimentele afirmând că atât el cât și creativitatea sa erau ținuți "prizonieri".
Pe 20 ianuarie 2015, Wayne a lansat pe cont propriu Sorry 4 the Wait 2, continuarea mixtape-ului din 2011, pentru a compensa amânarea continuă a Tha Carter V. După lansarea "Sorry 4 the Wait 2", s-a observat că Wayne îl atacă pe Birdman și Cash Money Records de mai multe ori de-a lungul mixtape-ului. S-a zvonit că Birdman era deranjat de asta. La sfârșitul lunii ianuarie 2015, Lil Wayne l-a dat în judecată pe Birdman și Cash Money Records, cerând 51 de milioane de dolari. În februarie 2015, datorită amânării Tha Carter V, Wayne a anunțat că un album, Free Weezy Album, va fi lansat înaintea celei de-a cincea părți a celebrei sale serii de albume. În iunie 2015, Wayne s-a alăturat serviciului de streaming de muzică pe bază de abonament TIDAL, al lui Jay-Z, ca un artist proprietar, începând parteneriatul lansând exclusiv prin serviciu un single numit "Glory". De asemenea a anunțat planuri pentru propria sa serie de concerte TIDAL X. Pe 4 iulie 2015, Wayne a lansat Free Weezy Album exclusiv prin TIDAL, sub egida Young Money și Republic Records.

### Proiecte viitoare
Lil Wayne a anunțat mai multe proiecte viitoare posibile, inclusiv un album colaborativ intitulat I Can't Feel My Face cu rapperul din Harlem Juelz Santana, care a fost în producție pentru mai mulți ani. Pe 19 iunie 2008, Lil Wayne și T-Pain au format un duo numit T-Wayne, cu planuri pentru a lansa un album numit He Raps, He Sings; totuși, acele planuri au murit din cauza faptului că mult material înregistrat pentru album a fost scăpat pe Internet. Conform unui interviu cu Drake, în numărul din decembrie 2011 al revistei XXL, planuri pentru un viitor album cu Lil Wayne au fost îngropate pentru moment din cauza colaborării lui Jay-Z cu Kanye West, Watch the Throne (2011).
La sfârșitul anului 2011, Mack Maine a anunțat că Lil Wayne și Juelz Santana s-au întors la muncă pentru albumul lor colaborativ I Can't Feel My Face, care a fost anulat pentru mai mulți ani din cauza "politicilor casei de discuri". În aprilie 2012, la premiera MTV's Hip Hop POV, Wayne a stat de vorbă cu Amanda Seales și a vorbit pe scurt despre un album numit Devol (loved, în traducere iubit, invers), un album plin de "cântece de dragoste", pe care le-a scris în timpul detenției sale la Rikers Island. În mai 2013, el a confirmat că albumul încă va mai fi lansat. De asemenea, a anunțat că un nou album Big Tymers va fi lansat, ceea ce ar însemna că atât el cât și Drake se vor alătura grupului.

### Retragerea
Pe 29 martie 2011, într-un interviu cu Angie Martinez de la Hot 97, Lil Wayne a anunțat că s-ar retrage la 35 de ani; spunând "Am patru copii", și că "M-aș simți egoist să tot merg la studio când este o perioadă atât de importantă în viețile lor." El a spus în noiembrie 2012 că Tha Carter V va fi ultimul său album și că se va îndrepta spre alte interese.
În martie 2012, Lil Wayne a reconfirmat la SXSW că Tha Carter V va fi ultimul său album, în timpul interviului său cu Elliot Wilson.

## Filantropie
Pe 19 februarie 2008, Lil Wayne și Cortez Bryant au revizitat McMain Secondary School, de unde au absolvit, pentru a-i face pe studenți să construiască o invitație prin care să introducă fundația non-profit a lui Lil Wayne One Family Foundation.

## Viața personală

### Relații și copii
Lil Wayne are patru copii. Primul său copil, fiica Reginae, a fost născut când el avea 15 ani, de către iubita sa din liceu, Antonia "Toya" Carter (născută Johnson). Ei s-au căsătorit de Ziua îndrăgostiților în 2004 și au divorțat în 2006. Zvonuri pe Internet au început să circule în august 2008 cum că fiica lui Wayne a murit într-un accident de mașină, pe care oricum el le-a clasat repede ca fiind false spunând "Vă rog să-mi permiteți să risipesc orice zvon sau speculație și să declar că fiica mea este în viață, sănătoasă și înconjurată de familie, care o iubește și are grijă de ea cu drag. Zvonurile sunt complet false și nefondate; nici Reginae nici oricare alt membru al familiei mele nu a fost implicat în vreun accident de mașină."
Al doilea său copil, Dwayne III, a fost născut pe 22 octombrie 2008, la The Christ Hospital din Cincinnati, de către crainicul radio Sarah Vivan. Al treilea său copil, Cameron Carter, a fost născut de actrița Lauren London pe 9 septembrie 2009. Al patrulea său copil, Neal, a fost născut pe 30 noiembrie 2009 de cântăreața Nivea. El a mai lăsat-o însărcinată pe rapperița Trina, dar aceasta a suferit un avort.

### Convingeri și interese

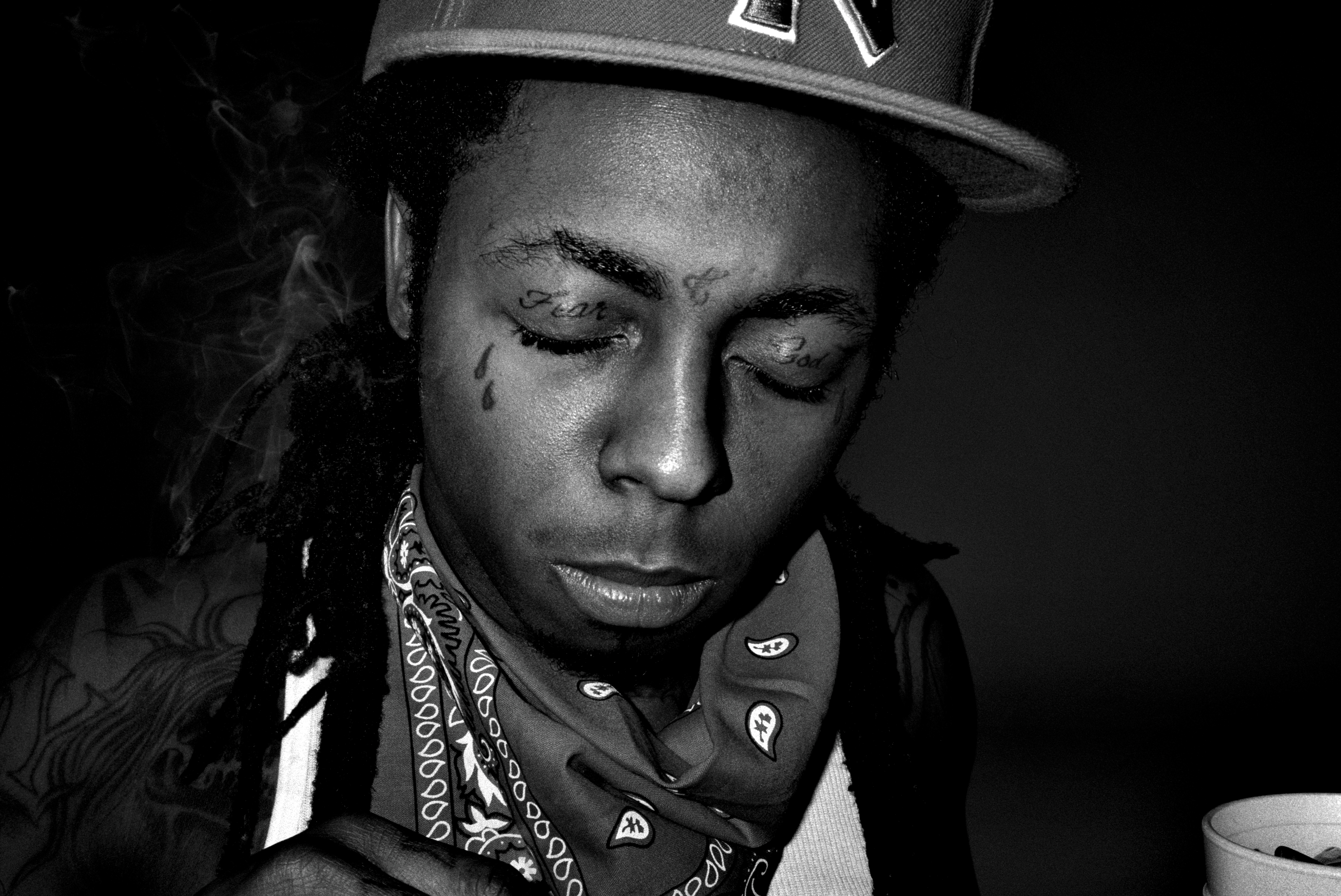
Lil Wayne în 2006

Într-un interviu pentru revista Blender, Lil Wayne a dezvăluit că una dintre trupele lui favorite din copilărie era grupul rock Nirvana, pe care îi menționează ca o influență majoră în muzica sa.
Wayne și-a făcut primul tatuaj la vârsta de 14 ani, cu numele tatălui său și al doilea a fost "Cash Money" pe burtă. Tatuajele lui s-au înmulțit incluzând o strofă a lui Jay-Z pe picior, "I Am Music" pe frunte și lacrimi pe obraji printre multe altele. Cel mai recent tatuaj al său este "Baked" pe frunte, stilizat ca logo-ul Baker Skateboards.
Lil Wayne se identifică drept romano-catolic și citește regulat Biblia. În timp ce interpreta în Newark Symphony Hall, Lil Wayne și-a declarat credința "în Dumnezeu și fiul Său, Iisus". În timpul turneului său în Australia cu Eminem în 2011, înainte să-și înceapă momentul, el își declara credința în Dumnezeu.
După ce și-a obținut GED-ul (Dezvoltarea Generală Educațională), Lil Wayne s-a înscris la Universitatea din Houston în 2005. A renunțat în același an din cauza programului încărcat.

## Discografie
- Guerrilla Warfare (1999) (cu Hot Boys)
- Tha Block Is Hot (1999)
- Lights Out (2000)
- 500 Degreez (2002)
- Let 'Em Burn (2003) (cu Hot Boys)
- Tha Carter (2004)
- Tha Carter II (2005)
- Like Father, Like Son (2006) (cu Birdman)
- Tha Carter III (2008)
- We Are Young Money (2009) (cu Young Money)
- Rebirth (2010)
- I Am Not a Human Being (2010)
- Tha Carter IV (2011)
- I Am Not a Human Being II (2013)
- Rich Gang (2013) (cu Rich Gang)
- Tha Carter V (în așteptare)

## Filmografie
| Filme       | Filme                             | Filme          | Filme                                                                              |
| An          | Film                              | Rol            | Note                                                                               |
| ----------- | --------------------------------- | -------------- | ---------------------------------------------------------------------------------- |
| 2000        | Baller Blockin''                  | Iceberg Shorty | Rol principal                                                                      |
| 2007        | Who's Your Caddy?                 | El însuși      | Rol mic                                                                            |
| 2009        | The Carter                        | El însuși      | Documentar DVD, rol principal                                                      |
| 2010        | Hurricane Season                  | Lamont Johnson | Rol mic                                                                            |
| Televiziune |                                   |                |                                                                                    |
| An          | Titlu                             | Rol            | Note                                                                               |
| 2007        | Access Granted                    | El însuși      |                                                                                    |
| 2007        | The Boondocks                     |                |                                                                                    |
| 2009        | Nike Zoom VI LeBron James „Chalk” | El însuși      | Apariție minoră                                                                    |
| 2009        | Gatorade                          | El însuși      | Narator                                                                            |
| 2009        | 1st and 10                        |                |                                                                                    |
| 2009        | Around the Horn                   |                |                                                                                    |
| 2009        | Behind The Music                  | El însuși      |                                                                                    |
| 2009        | All Access With Katie Couric      | El însuși      |                                                                                    |
| 2009        | The Mo'Nique Show                 | El însuși      |                                                                                    |
| 2010        | Freaknik: The Musical             | Trap Jesus     |                                                                                    |
| 2010        | Saturday Night Live               | El însuși      | A interpretat alături de Eminem un potporiu de cântece, printre care și „No Love”. |

## Premii și nominalizări

### Billboard Music Awards
| An   | Beneficiar                     | Premiu               | Rezultat     |
| ---- | ------------------------------ | -------------------- | ------------ |
| 2011 | Lil Wayne                      | Top Rap Artist       | Nominalizare |
| 2011 | I Am Not a Human Being         | Top Rap Album        | Nominalizare |
| 2012 | Lil Wayne                      | Top Artist           | Nominalizare |
| 2012 | Lil Wayne                      | Best Male Artist     | Câștigat     |
| 2012 | Lil Wayne                      | Best Rap Artist      | Câștigat     |
| 2012 | Lil Wayne                      | Top Streaming Artist | Nominalizare |
| 2012 | Tha Carter IV                  | Best Rap Album       | Câștigat     |
| 2012 | "Motivation"(cu Kelly Rowland) | Best R&B Song        | Câștigat     |
| 2015 | "Loyal"                        | Top R&B Song         | Nominalizare |

### MOBO Awards
| An   | Beneficiar | Premiu                 | Rezultat     |
| ---- | ---------- | ---------------------- | ------------ |
| 2008 | Lil Wayne  | Best Hip-Hop           | Câștigat     |
| 2010 | Lil Wayne  | Best International Act | Nominalizare |

;

### American Music Awards
| An   | Beneficiar     | Premiu                           | Rezultat     |
| ---- | -------------- | -------------------------------- | ------------ |
| 2008 | Lil Wayne      | Favorite Male Hip-Hop/Rap Artist | Nominalizare |
| 2008 | Tha Carter III | Favorite Hip-Hop/Rap Album       | Nominalizare |
| 2011 | Lil Wayne      | Artist of the Year               | Nominalizare |
| 2011 | Lil Wayne      | Favorite Rap/Hip-Hop Artist      | Nominalizare |
| 2011 | Tha Carter IV  | Favorite Rap/Hip-Hop Album       | Nominalizare |
| 2013 | Lil Wayne      | Favorite Rap/Hip-Hop Artist      | Nominalizare |

### Premiile Grammy
| An   | Beneficiar                                       | Premiu                                 | Rezultat     |
| ---- | ------------------------------------------------ | -------------------------------------- | ------------ |
| 2006 | "Soldier" (cu Destiny's Child & T.I.)            | Best Rap/Sung Collaboration            | Nominalizare |
| 2008 | Graduation (ca artist secundar)                  | Album of the Year                      | Nominalizare |
| 2008 | "Make It Rain" (cu Fat Joe)                      | Best Rap Performance by a Duo or Group | Nominalizare |
| 2009 | Tha Carter III                                   | Album of the Year                      | Nominalizare |
| 2009 | Tha Carter III                                   | Best Rap Album                         | Câștigat     |
| 2009 | "A Milli"                                        | Best Rap Solo Performance              | Câștigat     |
| 2009 | "Lollipop" (cu Static Major)                     | Best Rap Song                          | Câștigat     |
| 2009 | "Swagga Like Us" (cu T.I., Jay-Z & Kanye West)   | Best Rap Song                          | Nominalizare |
| 2009 | "Swagga Like Us" (cu T.I., Jay-Z & Kanye West)   | Best Rap Performance by a Duo or Group | Câștigat     |
| 2009 | "Mr. Carter" (cu Jay-Z)                          | Best Rap Performance by a Duo or Group | Nominalizare |
| 2009 | "Got Money" (cu T-Pain)                          | Best Rap/Sung Collaboration            | Nominalizare |
| 2011 | Recovery (ca artist secundar)                    | Album of the Year                      | Nominalizare |
| 2012 | Tha Carter IV                                    | Best Rap Album                         | Nominalizare |
| 2012 | "Motivation" (cu Kelly Rowland)                  | Best Rap/Sung Collaboration            | Nominalizare |
| 2012 | "I'm On One" (cu DJ Khaled, Drake & Rick Ross)   | Best Rap/Sung Collaboration            | Nominalizare |
| 2012 | "Look at Me Now" (cu Chris Brown & Busta Rhymes) | Best Rap Song                          | Nominalizare |
| 2012 | "Look at Me Now" (cu Chris Brown & Busta Rhymes) | Best Rap Performance                   | Nominalizare |
| 2013 | "HYFR (Hell Ya Fucking Right)" (cu Drake)        | Best Rap Performance                   | Nominalizare |
| 2013 | "The Motto" (cu Drake)                           | Best Rap Song                          | Nominalizare |
| 2016 | "Truffle Butter" (cu Nicki Minaj & Drake)        | Best Rap Performance                   | În așteptare |
| 2016 | "Only" (cu Nicki Minaj, Drake & Chris Brown)     | Best Rap/Sung Collaboration            | În așteptare |

### MTV Europe Music Awards
| An   | Beneficiar | Premiu                  | Rezultat     |
| ---- | ---------- | ----------------------- | ------------ |
| 2008 | Lil Wayne  | Best Urban Artist       | Nominalizare |
| 2008 | Lil Wayne  | Artist Choice           | Câștigat     |
| 2010 | Lil Wayne  | Best Hip Hop Act        | Nominalizare |
| 2011 | Lil Wayne  | Best Hip-Hop Act        | Nominalizare |
| 2011 | Lil Wayne  | Best North American Act | Nominalizare |